# トゥナイ・トルン
トゥナイ・トルン（Tunay Torun、1990年4月21日 - ）は、ドイツ・ハンブルク出身の元サッカー選手である。現役時代のポジションはMF。トルコ・ドイツの二重国籍である。

## 経歴
ユース時代は地元のFCザンクトパウリ・ハンブルガーSVで過ごした。
2007年にハンブルガーSVⅡへ昇格した。その後2008年からはトップチームへ昇格。トップチームでは24試合に出場した。
2011-12シーズンはヘルタ・ベルリンへ移籍。このシーズンでは24試合に出場し4得点を挙げたが、チームは2部へ降格した。
2012-13シーズンからはVfBシュトゥットガルトへ移籍した。契約期間は2015年6月末までの3年間。
2014年1月、トルコ・スュペル・リグのカスムパシャSKへ移籍した。契約期間は2017年6月末までの3年半。
2017年7月1日、イスタンブール・バシャクシェヒルFKに移籍した。

## 代表歴
2011年2月9日の韓国代表との親善試合でトルコ代表にデビューした。